# Prêmio Ernst Schering
O Prêmio Ernst Schering (em alemão:  Ernst Schering Preis), denominado em memória do farmacêutico alemão Ernst Christian Friedrich Schering, é concedido anualmente desde 1992 por contribuições de destaque em pesquisas básicas em ciências naturais. É dotado com 50.000 Euros.

## Recipientes
- 1992 – Horst-Peter Seeburg
- 1993 – Christiane Nüsslein-Volhard
- 1994 – Bert Vogelstein
- 1995 – Yasutomi Nishizuka
- 1996 – Judah Folkman
- 1997 – Johann Mulzer
- 1998 – Ilme Schlichting
- 1999 – Michael Berridge
- 2000 – Takao Shimizu
- 2001 – Kyriacos Costa Nicolaou
- 2002 – Ian Wilmut
- 2003 – Svante Pääbo
- 2004 – Ronald McKay
- 2005 – Thomas Tuschl
- 2006 – Wolfgang Baumeister
- 2007 – Carolyn Bertozzi
- 2008 – Klaus Rajewsky
- 2009 – Rudolf Jaenisch
- 2010 – Ravinder Nath Maini e Marc Feldmann
- 2011 – Bert William O’Malley
- 2012 – Matthias Mann
- 2013 – Frank Kirchhoff
- 2014 – Magdalena Götz[1]
- 2015 - David MacMillan[2]
- 2016 - Franz-Ulrich Hartl[3]
- 2017 Elly Tanaka
- 2018 Bonnie Bassler
- 2019 Patrick Cramer